# 山崎昭史
山崎 昭史（やまざき あきふみ、1968年6月5日 - ）は、愛媛県出身の元バスケットボール選手。ポジションはセンター。216cm、112kg。

## 来歴
松山市立椿小学校、松山市立東中学校、松山城南高、京都産業大学卒業後、松下電器に入社。1994-95シーズンにはルーキーの長谷川誠らとともに二冠に貢献。主将も務めた。
全日本のメンバーにも選ばれ、1994年アジア競技大会や1998年世界選手権にも出場。
翌年にはシドニー五輪アジア予選を兼ねたアジア選手権で主将に選ばれるが、大会直前に左ヒジ亀裂骨折を負い、本来の力を発揮できず、期待された五輪切符を逃した。
2002年現役引退。
現在はスカイ・A sports+の解説者を務める一方で、普及活動も行っている。

## 経歴
- 松山城南高 - 京都産業大 - 松下電器（1991年〜2002年）